# Aníbal Torres
Aníbal Torres Vásquez (sinh ngày 28 tháng 12 năm 1942) là một luật sư, nhà luật học và chính trị gia người Peru, từng giữ chức thủ tướng Peru từ tháng 2 năm 2022 đến tháng 11 năm 2022. Ông cũng là Bộ trưởng Bộ Tư pháp và Nhân quyền từ tháng 7 năm 2021 đến tháng 2 năm 2022 dưới chính phủ của Tổng thống Pedro Castillo.